# Guayabal (Medellín)
La Comuna n.º 15 Guayabal es una de las 16 comunas de la ciudad de Medellín, capital del Departamento de Antioquia. Está localizada en la zona suroccidental de la ciudad, limita por el norte y por el occidente con la Comuna n.º 16 Belén; por el oriente con la Comuna n.º 14 El Poblado; y por el sur con el Corregimiento de Altavista y con el Municipio de Itagüí.
Es de anotar que el límite al sur aún no está muy claro ya que las municipalidades de Medellín e Itagüí mantienen un conflicto limítrofe desde hace más de un siglo.

## Historia
Guayabal era una porción de la gran zona que abarca la margen suroccidental del río Medellín, que hasta no hace mucho se conoció como Otrabanda, la más plana de todo el valle, que abarcaba el llano desde el Cerro el Volador hasta Itagüí.
Hasta el año de 1925, Guayabal prácticamente no existió, pues estaba contenida dentro de la "fracción" de Medellín llamada Belén, pero a partir de ese año, se erigió como corregimiento y en las fincas que ocupaban estos terrenos fangosos comenzaron a levantarse las primeras industrias de la ciudad, y también el primer corredor industrial de Colombia. 
Para la década de los 50, con la rectificación del río y según la indicación de los urbanistas norteamericanos Wiener y Sert, contratados para trazar el Medellín futuro, ésta fue la zona más recomendable para ubicar las chimeneas y la manufactura, por su límite compartido con el río. Es famosa la tradición de la industria alfarera que se estableció aquí, con varios tejares donde se hornearon todos los ladrillos y tejas con que se construyó la urbe de barro cocido que se aprecia hoy. Ahora, las ladrilleras se trasladaron a las partes más altas del occidente o a los corregimientos de San Cristóbal y Altavista. 
La reorganización en los años cincuenta coincidió con la llegada de gentes del campo a todas las zonas de la ciudad. Guayabal, por ser el lugar donde estaban asentándose las compañías, albergó a cientos de familias, que levantaron sus casas con su propia mano de obra, eludiendo el terreno pantanoso. 
Mucho tiempo tuvo que esperar esta comuna, habitada por empleados y obreros, para que el desarrollo la pasara hasta hacer de ella uno de los lugares de mayor valorización de Medellín por su moderna y cómoda infraestructura. Hasta 1962, la avenida Guayabal, no tuvo pavimento. Ahora, es una de las más modernas de la ciudad, gracias a los puentes e intercambios viales construidos en la última década. 

## Geografía
La comuna tiene un área de 760.33 hectáreas, que representan el 7% del total de la zona urbana de Medellín.
La Comuna presenta una topografía plana y está recorrida por las quebradas  La Guayabala y La Jabalcona, las cuales desembocan en el río Medellín y constituyeron, inicialmente, un obstáculo para el crecimiento urbanístico de la zona, hoy se han canalizado, encausado y en parte cubierto para permitir el desarrollo urbano.

## Demografía
| Rango de edad | n.º de habitantes | % Porcentaje |
| ------------- | ----------------- | ------------ |
| 0 - 14        | 18.446            | 24.1         |
| 15 - 39       | 32.526            | 42.5         |
| 40 - 64       | 20.854            | 27.3         |
| 65 y más      | 4.529             | 5.9          |
| Total         | 76,355            | 100.0        |

De acuerdo con las cifras presentadas por el Anuario Estadístico de Medellín de 2005, Guayabal cuenta con una población de 76,355 habitantes, de los cuales 34,333 son hombres y 42,022 son mujeres. Como puede observarse en el cuadro, la gran mayoría de la población está por debajo de los 39 años (66.6%) del cual el mayor porcentaje lo aporta la población adulta joven (42.1%) con rango de edad de 15 a 39 años. Sólo un 7.3% representa a los habitantes mayores de 65 años es decir la población de la tercera edad.
Según las cifras presentadas por la Encuesta Calidad de Vida 2005 el estrato socioeconómico que predomina en Guayabal es el 3 (medio-bajo), el cual comprende el 70 % de las viviendas; seguido por el estrato 4 (medio), que corresponde al 17.4 %; le sigue el estrato 2 (bajo) con el 11.5 %, y solo el 0.01 % corresponde al estrato 1 (bajo-bajo).
Guayabal, se desarrolla en una extensión de 760.33 hectáreas, con una densidad de 100 habitantes por hectárea.

### Etnografía
Según las cifras presentadas por el DANE del censo 2005, la composición etnográfica de la comuna es: 
- Mestizos & Blancos (97,0%)
- Afrocolombianos (2,9%)
- Indígenas (0,1%)

## División

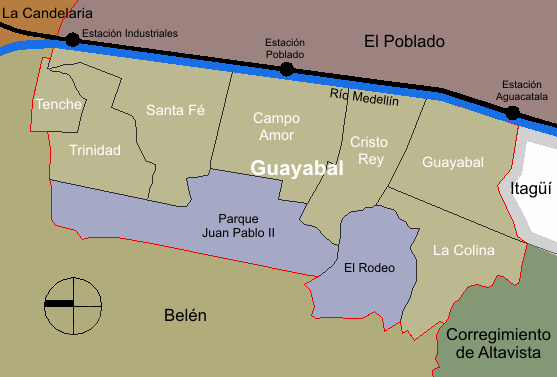
Guayabal, división barrial.

Según el Decreto 346 de 2000, que ajustó la división político administrativa del Municipio de Medellín, la Comuna está conformada por 7 barrios y 2 Áreas Institucionales.
- Tenche
- Trinidad (Llamado Barrio Antioquia por sus habitantes)
- Santa Fe
- Campo Amor
- Cristo Rey
- Guayabal
- La Colina
- Club el Rodeo (área Institucional).
- Parque Juan Pablo II (área Institucional).

## Economía y Usos del suelo
Una gran parte del territorio de la Comuna se encuentra ocupada por el aeropuerto Olaya Herrera, el Parque Juan Pablo II, el cementerio Campos de Paz, la terminal Sur de transporte, el Parque de la Conservación y los clubes de Comfenalco y El Rodeo.
La franja del río Medellín, entre el Cerro Nutibara y el límite con Itagüí, se halla utilizada por la industria y la Avenida Guayabal es un corredor de comercio minorista, combinado con industria; lo mismo ocurre con la calle 12 sur, desde el río hasta la carrera 52. La carrera 65 entre las calles 6 y 9 sur se considera también como un corredor de comercio.
El sector comprendido entre la carrera 53 y el Aeropuerto y entre las calles 22 y 29, es considerado como centro de la Comuna. Existen otros centros importantes entre las calles 9 y 10 y las carreras 52 y 65 y entre las carreras 51A y 54 y las calles 6 y 14 sur.

## Infraestructura vial y transporte

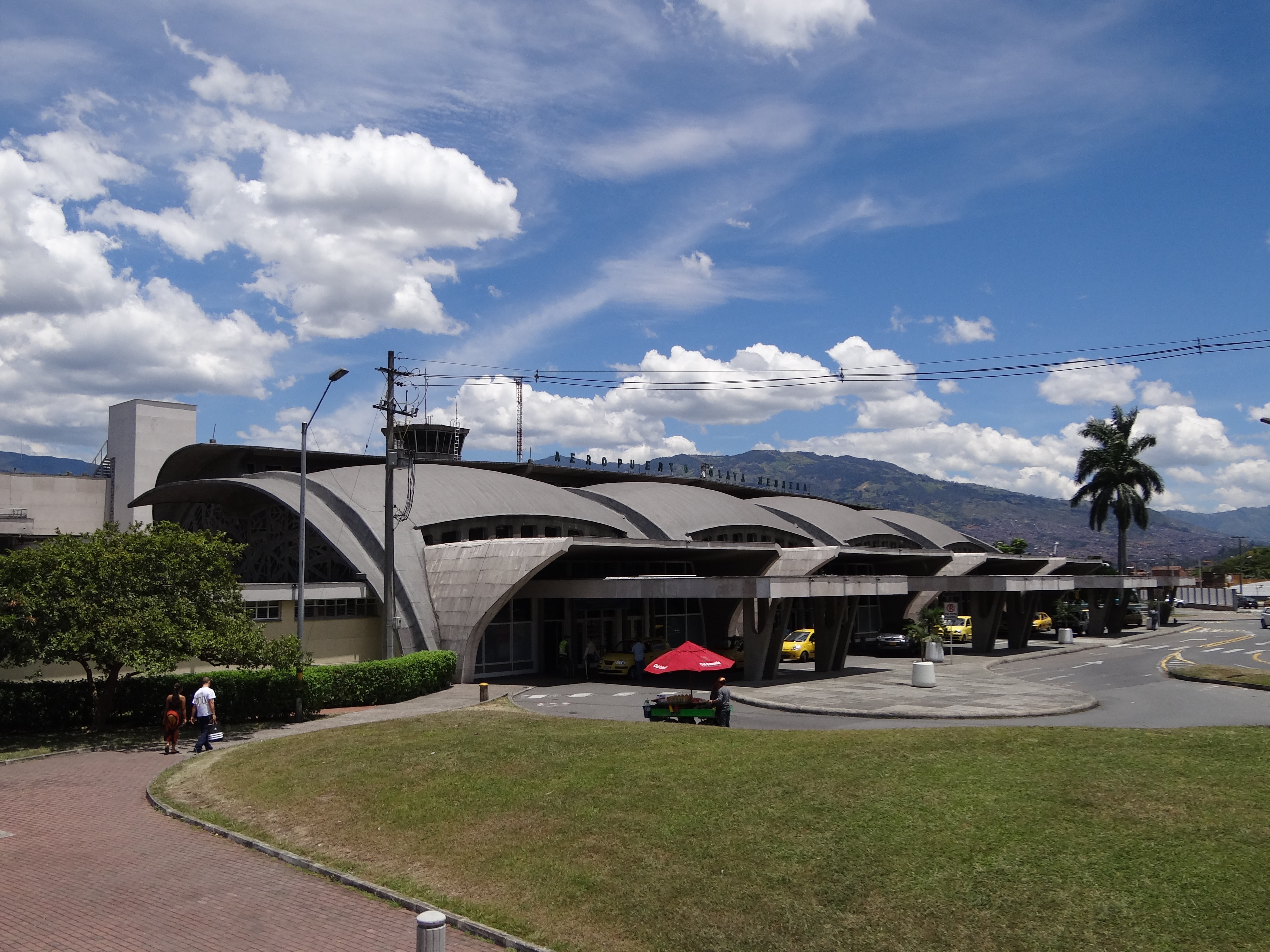
Aeropuerto Olaya Herrera.

La red vial en su conjunto es buena y hay facilidad para la circulación y el desplazamiento entre barrios y para su comunicación con el centro de la ciudad.
El servicio de transporte es eficiente y se ha visto favorecido por la actitud el gremio transportador vinculado a la zona, sin embargo las terminales de buses instaladas en los barrios obstaculizan el mejoramiento de la calidad ambiental y del hábitat en general. 
La Comuna en su perímetro cuenta con el Aeropuerto Olaya Herrera y la terminal Sur de transporte intermunicipal, los cuales permiten una amplia variedad en el transporte tanto para Antioquia como para el resto de Colombia.

## Sitios de interés
- Parque de la Conservación
- Parque Juan Pablo II
- Unidad Deportiva María Luisa Calle
- Aeropuerto Olaya Herrera
- Parque Biblioteca Manuel Mejía Vallejo, Guayabal
- Cementerio Campos de Paz
- Club Social El Rodeo
- Terminal de Transportes del Sur
- Iglesia Cristo Rey
- Sede posgrados UdeA